# Amor depredador
«Amor depredador» es un sencillo de género rock latino con influencia del rock alternativo. Es el cuarto sencillo de la banda de rock colombiana The Mills, es la segunda pista incluida en su álbum debut Babel, la canción está bajo la producción de Jorge Holguin Pyngwi y Alejandro Lozano, escrita por el vocalista de la banda Álvaro Charry. Publicado en las estaciones de radio de rock en Colombia el 15 de septiembre de 2010. Durante su gira nacional de la banda, publicó el sencillo el 1 de septiembre de 2010, al mismo tiempo, también se publica el álbum Babel en su edición especial.
La canción hace parte de la banda sonora de la telenovela colombiana Niñas mal. El sencillo hizo varias presentaciones en varias partes de Colombia en la primera gira nacional de The Mills nombrada Depredador Tour y también en el Festival Nem-Catacoa, celebrada el 10 de octubre de 2010.

## Antecedentes y producción
La canción fue mezclada en Miami, Estados Unidos por Boris Milan. Fue producida por Jorge Holguin "Pyngwi" y Alejandro Lozano guitarrista de la banda Superlitio y fue masterizada por Carlos Silava en C1 Mastering en Bogotá. La canción fue compuesta por el guitarrista Jorge Luis Bello y el teclista Diego Cáceres junto a Pandora. El sencillo incluye tres reproducciones extendidas.
El sencillo fue escrito por Álvaro Charry, vocalista y líder de la banda, en colaboración con Jorge Holguin. Charry califica la canción como la mejor canción del álbum y la más honesta:

"Es mi favorita, una sentida balada, la cual resume lo que The Mills es musicalmente: tiene poder, alma y contiene mensaje"
Bako

## Estructura

### Contenido lírico
Las letras de «Amor Depredador», hablan sobre la fuerza del amor hacia una persona, la fuerza e intensidad de los sentimientos, del error cometido y el perdón. Habla del amor depredador que asecha y persigue, de la tentación y su poder. Básicamente las letras del sencillo describe a una persona peligrosa en el amor.

## Lista de canciones
| Lista de canciones |                                            |          |  |
| N.º                | Título                                     | Duración |  |
| 1.                 | «Amor depredador» (Versión del álbum)      | 3:57     |  |
| 2.                 | «Amor depredador» (Original Radio Edit)    | 3:51     |  |
| 3.                 | «Amor depredador» (Acoustic Versión)       | 3:46     |  |
| 4.                 | «Amor depredador» (Remix by Dj Cid Branko) | 3:54     |  |